# Oblicuidad de la eclíptica
La oblicuidad de la eclíptica (algunas veces llamada también simplemente oblicuidad) es el ángulo de inclinación que presenta el eje de rotación de la Tierra con respecto a una perpendicular al plano de la eclíptica. Es el responsable de las estaciones del año. No es constante sino que cambia a lo largo del tiempo debido a dos ciclos: 
1. Un ciclo corto de 18,6 años con una oscilación de 9,2 segundos de arco sobre el valor de su inclinación, llamado movimiento de nutación. 
2. Debido a otro ciclo mucho más extenso de unos 40 000 años que lo hace oscilar entre los 21,8° y los 24,4°.

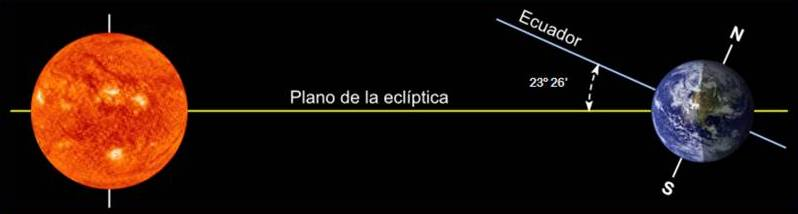
Inclinación entre el plano ecuatorial y el plano de la eclíptica, que corresponde también eje de rotación de la Tierra respecto a una perpendicular a la eclíptica. (El Sol y la Tierra no están dibujados a escala)

Equinoccio vernal o primer punto de Aries.

El plano de ecuador terrestre y el de la eclíptica, se cortan en una línea que tiene en un extremo el punto Aries, y en el diametralmente opuesto el punto Libra. Cuando el Sol cruza el punto Aries se produce el equinoccio de primavera (alrededor del 20-21 de marzo, iniciándose la primavera en el hemisferio norte y el inicio del otoño en el hemisferio sur), y a partir del cual el Sol se encuentra en el hemisferio norte celeste; hasta que alcanza el punto Libra, en el equinoccio de otoño (alrededor del 22-23 de septiembre, iniciándose el otoño en el hemisferio norte y la primavera en el hemisferio sur).
En 1917 fue exactamente de 23°27′0″. La tabla siguiente muestra los valores (con precisión de segundo de arco)  para los últimos años y los siguientes.  Está disminuyendo actualmente a razón de 0,47" por año.
| 2016        | 2017        | 2018        | 2019        | 2020        | 2021        | 2022        | 2023        |
| ----------- | ----------- | ----------- | ----------- | ----------- | ----------- | ----------- | ----------- |
| 23° 26′ 14″ | 23° 26′ 13″ | 23° 26′ 13″ | 23° 26′ 13″ | 23° 26′ 12″ | 23° 26′ 12″ | 23° 26′ 11″ | 23° 26′ 11″ |

## Otros planetas
Para los demás planetas el ángulo que forman su eje de rotación con el plano de su órbita se llama inclinación axial y es la responsable de las estaciones en dichos planetas.
En el caso de Marte, la inclinación es de 25º muy parecida a la Tierra. Como el año de Marte es el doble de largo, provoca estaciones también el doble de largas que en la Tierra. El corte de ambos planos señala el punto vernal del planeta o el inicio de la primavera en el hemisferio norte marciano. 
El satélite de Saturno, Titán también parece tener estaciones.